# Марянка (Люблінський повіт)
Марянка (пол. Marianka) — село в Польщі, у гміні Неджвиця-Дужа Люблінського повіту Люблінського воєводства.
Населення — 236 осіб (2011).
У 1975-1998 роках село належало до Люблінського воєводства.

## Демографія
Демографічна структура станом на 31 березня 2011 року:
|          | Загалом | Допрацездатний вік | Працездатний вік | Постпрацездатний вік |
| -------- | ------- | ------------------ | ---------------- | -------------------- |
| Чоловіки | 117     | 19                 | 83               | 15                   |
| Жінки    | 119     | 26                 | 65               | 28                   |
| Разом    | 236     | 45                 | 148              | 43                   |